# William Courtenay (9e comte de Devon)
Pour les articles homonymes, voir William Courtenay.

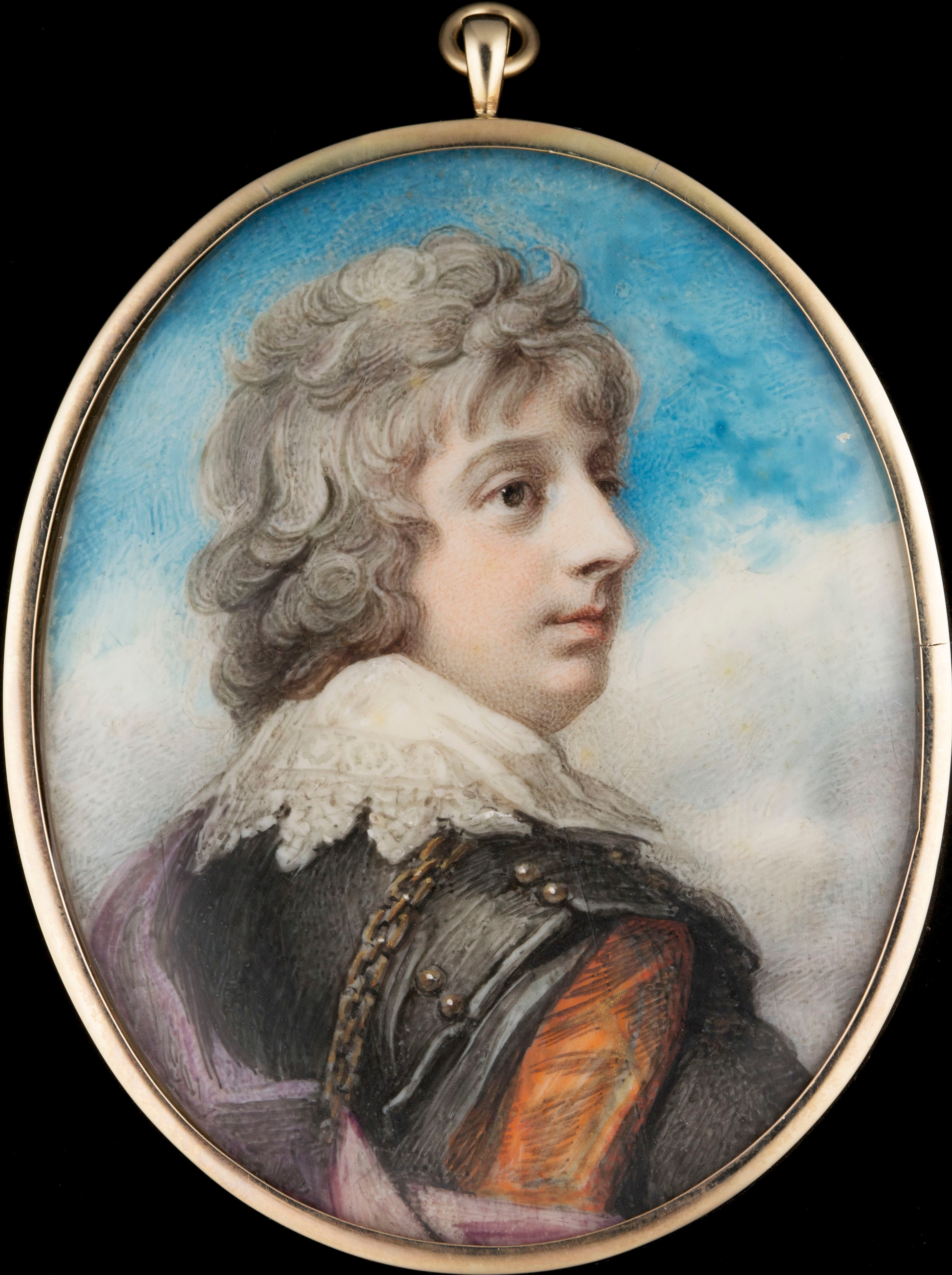
William Courtenay, 3e vicomte Courtenay (c 1768-1835.), Plus tard 9e comte de Devon, peint en 1793 ans 25. Miniature par Richard Cosway – Aquarelle sur ivoire, mèche de cheveux non identifiée scellée derrière, hauteur 7,2 cm. Collection du Royal Albert Memorial Museum, Exeter, achetée en 2010 pour 24 500 £

William "Kitty" Courtenay, 9e comte de Devon (vers 1768 - 26 mai 1835), est le fils unique de William Courtenay, de jure 8e comte de Devon, 2e vicomte Courtenay et de sa femme Frances Clack. Il attire l’infamie pour une liaison homosexuelle avec le collectionneur d’art William Thomas Beckford dès son plus jeune âge quand elle est découverte et révélée par son oncle.

## Biographie
Il est baptisé le 30 août 1768, le quatrième de 14 enfants (ses frères et sœurs étant tous des filles). Il est surnommé " Kitty " par sa famille et ses amis. À la mort de son père, il devient le 3e vicomte Courtenay de Powderham. Avec son nouveau titre et sa nouvelle richesse, le jeune Lord Courtenay mène une vie excessivement flamboyante. Il est responsable de l'ajout d'une nouvelle salle de musique au château de Powderham, conçue par James Wyatt, qui comprend un tapis fabriqué par la société nouvellement formée Axminster Carpet Company.
Courtenay est contraint de vivre à l'étranger après la révélation de son homosexualité et vit aux États-Unis où il possède une propriété sur le fleuve Hudson à New York, puis en France, à Paris et à Draveil où il possède un château. Il est décédé célibataire et n'a pas eu d'enfants connus.
En 1831, en tant que 3e vicomte Courtenay, il demande avec succès de rétablir le titre de comte de Devon pour le chef de la famille Courtenay. Ce titre était en sommeil depuis 1556 et il devient ainsi le 9e comte.
Il meurt à Paris à l'âge de 66 ans le 26 mai 1835, de causes naturelles. Il est aimé par ses fermiers, qui insistaient pour qu'il soit enterré de façon noble. Il est inhumé le 12 juin 1835 à Powderham.

## Homosexualité
Dans sa jeunesse, 'Kitty' Courtenay est parfois qualifié de plus beau garçon en Angleterre par les contemporains. Courtenay est homosexuel et est devenu tristement célèbre pour sa liaison avec William Thomas Beckford. Ils se sont rencontrés quand Courtenay avait dix ans, mais Beckford, seulement de 8 ans son aîné, est déjà un riche collectionneur d'art et propriétaire de plantation de sucre.
À l'automne de 1784, un invité de maison entend une dispute entre William Courtenay et Beckford à propos d'une note de Courtenay. Il n’y a aucune trace de ce que dit la note, mais l'invité répond que la réponse de Beckford en le lisant est qu’il était entré dans la chambre de Courtenay et lui avait "fouetté le cheval, ce qui avait provoqué un bruit, et la porte avait été ouverte, Courtenay a été découvert en chemise. Beckford dans une posture ou une autre - Une histoire étrange. "  Beckford est traqué par la "bonne société" britannique quand ses lettres à Courtenay sont interceptés par l'oncle de Courtenay, Alexander Wedderburn (1er comte de Rosslyn), qui a ensuite médiatisé l'affaire dans les journaux.